# Quintus Caecilius Bassus
Quintus Caecilius Bassus est un chevalier romain, partisan de Pompée, qui s'empara en 46 av. J.-C. du gouvernement de la Syrie, supposément après avoir fait assassiner Sextus Julius Caesar (un parent de Jules César).